# ناو کاستیا
ناو کاستیا (به انگلیسی: Spanish cruiser Castilla) یک کشتی بود که طول آن ۲۳۶ فوت ۰ اینچ (۷۱٫۹۳ متر) بود. این کشتی در سال ۱۸۸۱ ساخته شد.